# Arsenal (stanice metra v Londýně)
Arsenal je stanice metra v Londýně, otevřená 15. prosince 1906 jako Gillespie Road. Roku 1932 byla stanice přejmenována na Arsenal (Highbury Hill) a roku 1960 na dnešní jméno. Nachází se na lince:
- Piccadilly Line (mezi stanicemi Holloway Road a Finsbury Park)

| Rok  | Počet cestujících |
| ---- | ----------------- |
| 2011 | 3,07 mil          |
| 2012 | 3,02 mil          |
| 2013 | 3,09 mil          |
| 2014 | 2,90 mil          |